# Lothar Kämpfe
Lothar Kämpfe (* 23. Februar 1923 in Merseburg; † 29. Juni 2022) war ein deutscher Zoologe und Professor der Ernst-Moritz-Arndt-Universität Greifswald, der besonders im Bereich der Fadenwürmer (Nematoden) forschte.

## Leben
Lothar Kämpfe wurde als Sohn eines kaufmännischen Angestellten geboren und wuchs in Leuna auf. Nach dem Abitur und kurzer Arbeitsdienstpflicht folgte ab 1941 der Militärdienst im Zweiten Weltkrieg. Nach mehrfacher Verwundung wurde er im Jahr 1945 aus dem Militär entlassen und fand eine Anstellung in der Stadtverwaltung von Leuna als Sekretär des Bürgermeisters. Kämpfe studierte dann Biologie, Geographie und Geologie an der Martin-Luther-Universität Halle-Wittenberg, schloss das Studium 1950 mit dem Staatsexamen für das höhere Lehramt ab, wurde am Zoologischen Institut 1951 wissenschaftlicher Assistent und 1953 mit einer Arbeit über Untersuchungen zur Zystenbildung bei Heterodera schachtii Schmidt promoviert. Nach dem Tode des damaligen Institutsdirektors Ludwig Freund (1878–1953) übernahm Kämpfe dessen Dienstgeschäfte. Man übertrug ihm als Oberassistent die kommissarische Leitung des Instituts, die er bis zur Berufung von Johannes Otto Hüsing (1912–1990) im Jahre 1956 innehatte. In dieser Zeit entstand der Leitfaden der Anatomie der Wirbeltiere, den Kämpfe zusammen mit Rolf Kittel (1919–1995) und Johannes Klapperstück (1920–1989) verfasste und der von 1955 bis 1993 in sechs Auflagen erschien.
1958 habilitierte sich Kämpfe und wurde im folgenden Jahre als Dozent an das Zoologische Institut der Ernst-Moritz-Arndt-Universität Greifswald berufen. Er wurde 1960 Professor mit Lehrauftrag, 1963 Professor mit vollem Lehrauftrag und 1968 ordentlicher Professor für Zoologie. Von 1975 bis zu seiner Emeritierung 1988 war Kämpfe Leiter des Zoologischen Instituts und Museums der Universität Greifswald.
Lothar Kämpfe heiratete im Jahre 1951 die Biologin Dora Schütze. Aus der Ehe ging ein Sohn hervor.